# Hal Clement
Hal Clement, né le 30 mai 1922 à Somerville au Massachusetts et mort le 29 octobre 2003  à Milton au Massachusetts, de son vrai nom Harry Clement Stubbs, est un auteur de science-fiction américain.

## Biographie
Il a enseigné toute sa vie les sciences à la Milton Academy (en) ; voulant dissocier sa carrière d'écrivain de l'enseignement, il choisit une version abrégée de son prénom comme pseudonyme. Son roman le plus connu du public francophone est probablement Question de poids.

## Œuvres traduites en français

### Romans
- Cycle de feu, 1976 ((en) Cycle of fire, 1957)
- Le Microbe détective, 1954 ((en) Needle, 1950)
- Question de poids, 1970 in Editions Robert Laffont - Ailleurs et Demain ((en) Mission of gravity, 1954)Également traduit sous le titre de Mission gravité, Presses Pocket, coll. Science-fiction no 5132 en 1982.

### Recueil de nouvelles
- Grains de sable, 1970 ((en) Small changes, 1969)
  - La Chute de Troye, 1970 ((en) Trojan Fall, 1944)
  - Le Septième Sens, 1970 ((en) Uncommon Sense, 1945)Récompensée en 1996, à titre rétroactif, par le prix Hugo de la meilleure nouvelle courte de l'année 1946.
  - À l'épreuve du jeu, 1970 ((en) Fireproof, 1949)
  - Halo, 1970 ((en) Halo, 1952)
  - L'Essuie-glace, 1970 ((en) Dust Rag, 1956)
  - Goutte de pluie, 1970 ((en) Raindrop, 1965)
  - Nées de parents inconnus, 1970 ((en) The Foundling Stars, 1966)

### Autres nouvelles
- La Planète verte, 1970 ((en) The Green World, 1963), trad. Pierre Billonin Galaxie no 73, Éditions OPTA
- La Planète en feu, 1976 ((en) Hot Planet, 1963), trad. Emmanuel Marcin Galaxie no 140, Éditions OPTA
- Tache, 1993 ((en) Blot, 1989)Parue dans l'anthologie Les Fils de Fondation, textes réunis et présentés par Martin H. Greenberg aux éditions Presses de la Cité